# Damian McDonald
Damian McDonald (né le 12 mai 1972 à Wangaratta - mort le 23 mars 2007 à Melbourne) était un coureur cycliste australien.

## Biographie
Il remporta la médaille d'or des Jeux du Commonwealth de 1994 dans l'épreuve du contre-la-montre par équipe. Il participa également aux Jeux olympiques d'été de 1996 à Atlanta.
Damian McDonald trouve la mort dans l'incendie du Burnley Tunnel à Melbourne faisant suite à un accident de la circulation.

## Palmarès

### Palmarès sur route
- 1990
  -  Champion d'Australie sur route
- 1994
  -  Médaillé d'or du contre-la-montre par équipes aux Jeux du Commonwealth (avec Phil Anderson, Dennis Brett et Henk Vogels)
- 1996
  - 6e étape du Tour de Rhénanie-Palatinat
  - Tour de Langkawi :
    - Classement général
    - 5e étape

  - 2e du championnat d'Australie sur route

### Palmarès sur piste

#### Championnats du monde juniors
- 1990
  -  Médaillé de bronze de la poursuite par équipes